# Siti Eszter
Siti Eszter Ágnes (Nagykanizsa, 1977. november 12.–)  magyar válogatott kézilabdázó. A magyar válogatott színeiben Európa-bajnokságot nyert, illetve világbajnoki ezüstérmes lett. Nővére, Beáta is válogatott kézilabdázó, edző.

## Pályafutása
Nővérével együtt Nagykanizsán kezdett kézilabdázni, édesapja kosárlabdázott, édesanyja testvérei pedig kézilabdáztak. A nagykanizsai nevelőegyesületéből Budapestre került, hol 1995-ig a Vasasban, majd 1995 és 1998 között a Ferencvárosban játszott. Ezt egy rövid váci kitérő követte (1998–1999), majd 1999 és 2003 között a Fradi egyik sikerkorszakában erősítette a zöld-fehéreket. A Ferencvárosban 249 mérkőzésen szerepelt.
2003 és 2008 között Dániában a FCK Håndbold, majd Szlovéniában az RK Krim Ljubljana színeiben szerepelt.
2008-ban visszatért Magyarországra, és a fehérvári Alcoánál folytatta pályafutását.
2009-ben visszavonult az aktív kézilabdázástól, de 2012 nyarán a székesfehérvári csapat irányítójaként újra visszatért a pályára.

## Sikerei
- Nemzeti Bajnokság I:
  - Győztes: 1996, 1997, 2000, 2002
- Magyar Kupa:
  - Győztes: 1996, 1997, 2001, 2003
- Szlovén Kézilabda Bajnokság:
  - Győztes: 2007, 2008
- Szlovén Kupa:
  - Győztes: 2007, 2008
- Női kézilabda-világbajnokság:
  - Ezüst: 2003
  - Bronz: 2005
- Női kézilabda-Európa-bajnokság:
  - Győztes: 2000
  - Bronz: 2004